# ŁKS Łódź
Az ŁKS Łódź egy labdarúgócsapat Łódźban, Lengyelországban. A csapatot 1908-ban alapították. Beceneve: Rycerze Wiosny ami annyit jelent, hogy tavaszi harcosok vagy lovagok. Ezt az elnevezést azért kapták, mert a bajnokság második fele általában sokkal jobban sikerül számukra, mint az első.

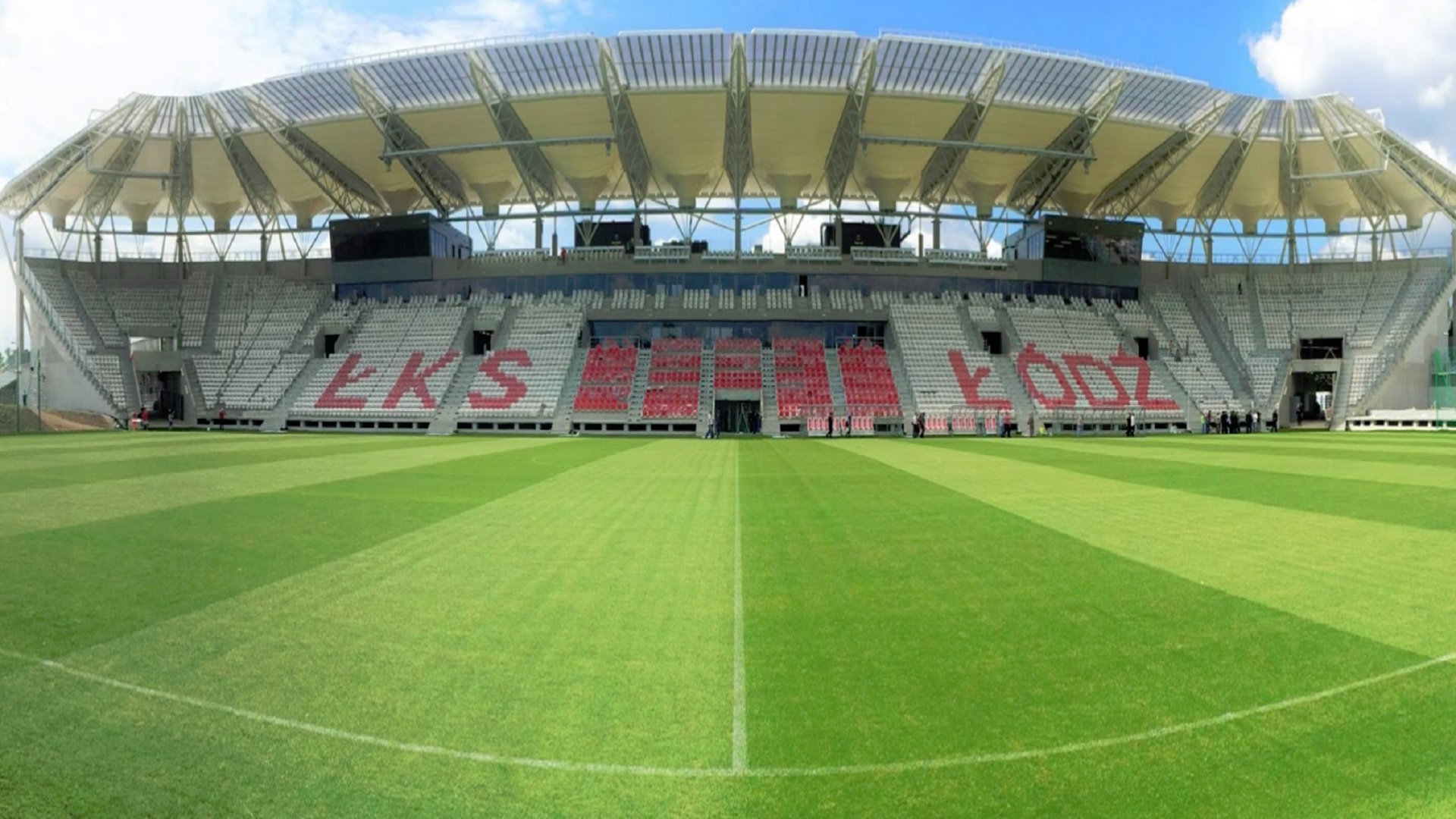
Stadion MOSiR (Łódź), új

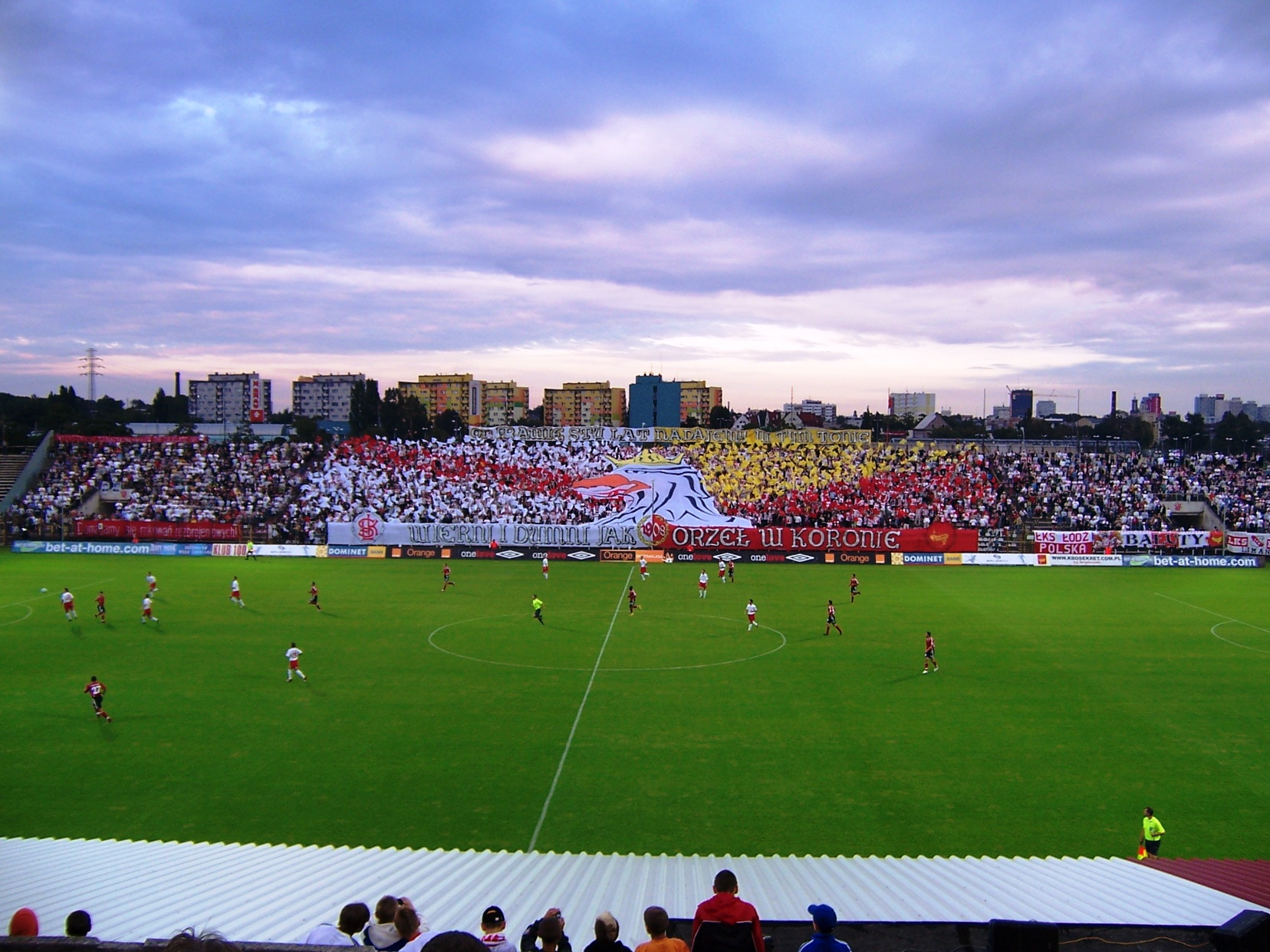
Stadion MOSiR (Łódź), régi

## Története
A klubot 1908-ban alapították. A lengyel labdarúgó-bajnokság mezőnyének, már az első 1927-es pontvadászatban tagjai voltak. A lengyel bajnokságot két alkalommal nyerték meg: 1958-ban és 1998-ban. Egyszer végeztek a dobogó második (1954) és háromszor a dobogó harmadik fokán (1922, 1957, 1993). A lengyel kupát 1957-ben sikerült ezidáig egy alkalommal elhódítaniuk.

## Edzői
- 1923-1926 Czeizler Lajos
- 1935-1936 Czeizler Lajos

## Városi rivális
Az ŁKS Łódź nagy riválisa az ugyancsak łódźi Widzew Łódź. A két csapat párharcát mindig felfokozott érdeklődés övezi, ami annak is köszönhető, hogy a két szurkolótábor nem kedveli egymást túlságosan.

## Sikerei
- Ekstraklasa
  - 1. hely (2): 1958, 1998
  - 2. hely (1): 1954
  - 3. hely (3): 1922, 1957, 1993
- Lengyel kupa
  - 1. hely (1): 1957
  - 2. hely (1): 1994
- Lengyel szuperkupa
  - 2. hely (2): 1994, 1998

## Az ŁKS Łódź európai kupákban való szereplése
| Szezon  | Kiírás               | Forduló         |     | Ellenfél                 | Eredmény |
| ------- | -------------------- | --------------- | --- | ------------------------ | -------- |
| 1959/60 | BEK                  | Selejtező       | LUX | Jeunesse Esch            | 0-5, 2-1 |
| 1994/95 | KEK                  | Első kör        | POR | FC Porto                 | 0-2, 0-1 |
| 1996    | Intertotó-kupa       | Csoportkör      | RUS | KAMAZ Naberezhnye Chelny | 0-3      |
|         |                      |                 | BUL | PFC Spartak Varna        | 1-1      |
|         |                      |                 | GER | TSV 1860 München         | 0-5      |
|         |                      |                 | CZE | Kaucuk Opava             | 0-5      |
| 1998/99 | UEFA-bajnokok ligája | 1. selejtezőkör | AZE | FC Kapaz Gandja          | 4-1, 3-1 |
|         |                      | 2. selejtezőkör | ENG | Manchester United        | 0-2, 0-0 |
|         | UEFA-kupa            | Első kör        | FRA | AS Monaco                | 1-3, 0-0 |

## Keret
2019. július 27-i állapotnak megfelelően.
| #  |     | Poszt | Név              |
| -- | --- | ----- | ---------------- |
| 1  | POL | K     | Dawid Arndt      |
| 2  | POL | V     | Jan Sobocinski   |
| 3  | POL | V     | Adrian Klimczak  |
| 4  | POL | V     | Artur Bogusz     |
| 5  | POL | V     | Maciej Dampc     |
| 6  | POL | KP    | Maciej Wolski    |
| 7  | POL | KP    | Patryk Bryła     |
| 8  | POL | V     | Kamil Rozmus     |
| 9  | POL | KP    | Wojciech Łuczak  |
| 10 | UKR | CS    | Jevhen Ragyionov |
| 11 | SPA | KP    | Dani Ramírez     |
| 12 | POL | K     | Michal Brudnicki |
| 13 | POL | CS    | Jakub Kostyrka   |
| 14 | POR | KP    | Guima            |
| 15 | POL | KP    | Artur Sojka      |

| #  |     | Poszt | Név                      |
| -- | --- | ----- | ------------------------ |
| 16 | POL | KP    | Adam Ratajczyk           |
| 18 | POL | KP    | Piotr Pyrdoł             |
| 19 | POL | KP    | Michal Trabka            |
| 20 | ESP | KP    | Pirulo                   |
| 21 | POL | V     | Jan Grzesik              |
| 22 | POL | CS    | Łukasz Sekulski          |
| 23 | POL | KP    | Bartłomiej Kalinkowski   |
| 24 | POL | V     | Kamil Juraszek           |
| 25 | POL | K     | Michał Kołba             |
| 28 | POL | KP    | Łukasz Piątek            |
| 29 | POL | KP    | Maksymilian Rozwandowicz |
| 33 | POL | K     | Dominik Budzynski        |
| 42 | SRB | KP    | Dragoljub Srnić          |
| 88 | POL | CS    | Rafał Kujawa             |

### Ismertebb játékosok
| - Paweł Abbott - Stanisław Baran - Witold Bendkowski - Mirosław Bulzacki - Marek Chojnacki - Kazimierz Deyna - Marek Dziuba - Antoni Gałecki - Marcin Gortat - Robert Grzywocz | - Leszek Jezierski - Władysław Karasiak - Tomasz Kłos - Władysław Król - Paulinho - Jerzy Sadek - Marek Saganowski - Władysław Soporek - Piotr Suski - Igor Sypniewski | - Henryk Szczepański - Stanisław Terlecki - Jan Tomaszewski - Mirosław Trzeciak - Tomasz Wieszczycki - Andrzej Woźniak - Bogusław Wyparło - Jacek Ziober |

## Külső hivatkozások
- Hivatalos web-oldal
- Szurkolói portál
- Atlas Arena honlapja
- ŁKS Łódź (90minut.pl)